# Synchiropus randalli
Synchiropus randalli és una espècie de peix de la família dels cal·lionímids i de l'ordre dels perciformes.

## Morfologia
- Els mascles poden assolir 2,3 cm de longitud total.[4]

## Hàbitat
És un peix marí, de clima subtropical i demersal que viu fins als 12 m de fondària.

## Distribució geogràfica
Es troba a Xile, incloent-hi l'Illa de Pasqua.

## Observacions
És inofensiu per als humans.